# NGC 3255
NGC 3255 (другие обозначения — OCL 817, ESO 127-SC20) — рассеянное скопление в созвездии Киля. Открыто Джоном Гершелем в 1835 году.
В 1975 году было измерено расстояние до скопления, оценка которого составила 1400 парсек, но более современные оценки дают большее значение — 5000 пк. Таким образом, скопление находится вблизи внешней границы рукава Киля. Самый ранний спектральный класс звёзд, которые обнаружены в скоплении — B7V, возраст скопления составляет 250 миллионов лет.
Этот объект входит в число перечисленных в оригинальной редакции «Нового общего каталога».